# أتاشاستا جوستوس نديتي
أتاشاستا جوستوس نديتي (17 أكتوبر 1969 - 12 فبراير 2021) سياسي تنزاني شارك في الصناعة منذ عام 1990 وكان عضوًا في الحزب الحاكم تشاما تشا مابيندوزي حتى وفاته. في وقت وفاته كان نائب وزير الأشغال والنقل والاتصالات المسؤول عن الاتصال وعضواً في البرلمان.

## الحياة السياسية
انخرط نديتي في السياسة عندما كان في كلية دار السلام التقنية منذ عام 1990. وكان عضوًا في الحزب الحاكم تشاما تشا مابيندوزي. في عام 2017 عين رئيس جمهورية تنزانيا المتحدة سعادة السيد جون ماجوفولي أتاشاستا جوستوس نديتي في منصب نائب وزير الأشغال والنقل والاتصالات، لمساعدة البروفيسور ماكامي مباراوا وزير الأشغال.
في عام 2015 تم انتخابه لعضوية البرلمان التنزاني ممثلاً عن دائرة موهامبوي. تم تعيينه نائب وزير في حكومة تنزانيا عام 2017.

## الوفاة
توفيت نديتي عن عمر يناهز 51 عامًا في 12 فبراير 2021 في مستشفى في دودوما متأثرة بجروح أصيب بها في حادث تصادم مروري.